# Magnus Haglund
Magnus Haglund (Halmstad, 15 aprile 1973) è un allenatore di calcio ed ex calciatore svedese.

## Carriera

### Calciatore
Dopo essere stato terzo portiere dell'Halmstad, nel 1992 Haglund fece parte della rosa del Karlslunds IF nella seconda serie nazionale. Nelle stagioni 1993 e 1994 giocò per l'IK Sturehov nelle serie minori. A seguito di questa parentesi, nel 1994 volò negli Stati Uniti per studiare psicologia dello sport e biologia alla Tri-State University, scendendo in campo al tempo stesso con la squadra di calcio dell'ateneo.

### Allenatore
Haglund allenò lo Stafsinge IF dal 1998 al 1999 e poi il Laholms FK dal 2000 al 2003. Nello stesso anno, fu nominato tecnico dell'Elfsborg. Guidò la squadra alla vittoria finale nel campionato 2006, conquistando un titolo nazionale che al club giallonero mancava da 45 anni.
Il 23 novembre 2011 fu nominato nuovo allenatore dei norvegesi del Lillestrøm, a partire dal 1º gennaio successivo.
Il 12 novembre 2014 tornò ufficialmente all'Elfsborg, firmando un contratto valido a partire dal 1º gennaio 2015. È stato esonerato il 27 settembre 2017 dopo la netta sconfitta per 6-0 sul campo del Malmö FF.
È ritornato ad allenare il 7 maggio 2019, quando la squadra della sua città natale, l'Halmstad, lo ha chiamato a sostituire il giovane Igor Krulj: in quel momento, il club versava all'ultimo posto della Superettan 2019 dopo sei giornate, ma a fine anno ha poi chiuso al sesto posto. Al termine della Superettan 2020, la squadra di Haglund si è classificata al primo posto ed è così salita in Allsvenskan, da cui è però scesa l'anno successivo a seguito del terzultimo posto e dall'esito negativo degli spareggi contro l'Helsingborg. Nonostante la retrocessione, Haglund è stato confermato ed ha riconquistato la promozione nella massima serie al termine della Superettan 2022. Questa volta, il ritorno nel primo campionato si è concluso con una salvezza, visto il dodicesimo posto nell'Allsvenskan 2023. La sua parentesi da tecnico dell'Halmstad è durata poco più di cinque anni fino al 27 agosto 2024, quando, insieme all'assistente Pelle Olsson, è stato esonerato all'indomani della sconfitta interna della ventesima giornata contro il fanalino di coda Västerås SK. In quel momento la squadra, reduce da sette sconfitte nelle ultime otto gare di campionato, a dieci giornate dalla fine era quartultima a quattro punti dall'ultimo posto in classifica.

## Palmarès

### Allenatore

#### Competizioni nazionali
- Allsvenskan: 1

Elfsborg: 2006
- Supercoppa di Svezia: 1

Elfsborg: 2007
- Superettan: 1

Halmstad: 2020